# Magnus von Anhalt
Magnus von Anhalt (* 1455; † 29. Oktober 1524) war reichsunmittelbarer Fürst des Fürstentums Anhalt-Zerbst, Richter am Reichskammergericht und Dompropst in Magdeburg. 

## Leben
Magnus war der älteste Sohn des Fürsten Adolf I. von Anhalt und seiner Ehefrau Gräfin Cordula von Lindow-Ruppin.
Gemeinsam mit seinen Brüdern Wilhelm und Adolf II., dem Erzieher Peter Kleinschmidt und Famulus Georg Werbeck immatrikulierte er sich im Wintersemester 1471 an der Universität Leipzig, wo er Rechtswissenschaften und Theologie studierte. Ab Anfang 1475 übte er gemeinsam mit seinem Bruder Adolf II. die Herrschaft in Anhalt-Zerbst aus. Später war er insoweit auch im Rahmen der Vormundschaft für seinen 1468 geborenen Neffen Philipp tätig. Er festigte und modernisierte die Herrschaft seiner Familie in Zerbst. 1479 erhielt er, wie auch sein Bruder, das kaiserliche Privileg in den geistlichen Stand eintreten zu dürfen, ohne auf die weltliche Herrschaft zu verzichten. Für seinen Bruder erwarb er 1488 gemeinsam mit der Stadt Zerbst die Dompropstei Magdeburg.
1496 erfolgte seine Ernennung zum Kammerrichter und zum Assessor am Reichskammergericht. Im Jahr 1508 verzichtete er gemeinsam mit seinem Bruder auf die weltliche Herrschaft. 1514 übernahm er in Nachfolge seines Bruders die Würde als Magdeburger Dompropst. Unter ihm wurde der Neubau der Dompropstei bis 1518 abgeschlossen. Eine Inschrift und sein Wappen erinnerten lange an der Dompropstei an ihn.
Magnus unternahm mehrere Pilgerreisen nach Rom. Er war auch ausgebildet als Orgelspieler und im Chorgesang. Von ihm sind diverse Schriften, darunter die Annales Anhaltini, überliefert. In seinen letzten Lebensjahren lebte er in Leipzig und betrieb dort Studien. Der in dieser Zeit aufkommenden Reformation stand er ablehnend gegenüber.

## Beisetzung und Grabstein
Beigesetzt wurde er im Magdeburger Dom. Seine Grabplatte befand sich bis 1830/1831 im sechsten südlichen Joch des Chors, zum Teil unterhalb des Gestühls der Domherren. Sie wurde dann in den Nordflügel des Kreuzgangs des Doms umgesetzt, wo sie sich seitdem befindet. Bei der Umsetzung fand man im Grab noch die Reste eines Sargs und von Bekleidung, die zum Teil aus Leder gefertigt war.
Die lateinische Inschrift der Grabplatte ist in Teilen erhalten. Sie lautete:
[Ann]o d(omi)ni . 1524 . Sabato vltima octobris

Obiit revere(n)dus pater ac illustris princeps et d(omi)n(u)s d(omi)n(u)s magnus

[princeps ad Anhalt comes Ascaniae dominus in]

bernebu[r]g[.] [huj(us)] [E]ccl(es)ie p(re)posit(us) Cui(us) A(n)i(m)a requiescat in pace [Amen]

(deutsch Im Jahr des Herrn 1524, am letzten Samstag des Oktober, starb der ehrwürdige Vater und erlauchte Fürst und Herr, Herr Magnus, Fürst zu Anhalt, Graf von Askanien, Herr in Bernburg, dieser Kirche Propst. Dessen Seele ruhe in Frieden. Amen.)

## Werke
- Annales Anhaltini